# Platyhystrix rugosus
Platyhystrix rugosus és una espècie d'amfibi temnospòndil del Permià inferior de Nord-amèrica. Tenia l'os nasal llarg i estret.
| Registre fòssil    | Registre fòssil | Registre fòssil | Registre fòssil      |
| Localitat          | País            | Antiguitat      | Espècie/s            |
| ------------------ | --------------- | --------------- | -------------------- |
| Formació de Cutler | Estats Units    | Cisuralià       | Platyhystrix rugosus |